# Madame Rosa
Madame Rosa ist ein preisgekrönter französischer Film aus dem Jahr 1977 von Moshé Mizrahi nach dem mit dem Prix Goncourt ausgezeichneten Roman Du hast das Leben noch vor dir von Romain Gary und mit Simone Signoret in der Titelrolle.

## Handlung
Madame Rosa lebt in der sechsten Etage eines Mietshauses im Pariser Vergnügungsviertel Pigalle. Die ehemalige Prostituierte, die als Jüdin das KZ Auschwitz überlebt hatte, kümmert sich als Ersatzmutter um die Kinder anderer Prostituierter. Die Kinder sind unterschiedlichster Nationalität, Hautfarbe und Religion. Momo, ein aus Algerien stammender muslimischer Junge, ist das älteste dieser Kinder und ihr Liebling. Sie lässt ihn in Respekt vor seiner Herkunft von ihrem Freund Herrn Hamil in der Moschee in Religion, Arabisch und Französischer Literatur unterrichten. Er ist 14 Jahre alt, glaubt aber, er sei 11. Als dieser sie über seine Eltern befragt, antwortet sie nur ausweichend. Später wird Momo erfahren, dass sein Vater ein Zuhälter war, der seine Mutter, auch eine Prostituierte, aus Eifersucht und zunehmender Geisteskrankheit ermordet hatte. Rosa rettet Momo vor ihm mit einem Trick.
Mit zunehmendem Alter nimmt sie weniger Kinder unter ihre Obhut, und auch Momo muss mehr für sie tun. Zur Unterstützung des Lebensunterhalts versucht er sich als Puppenspieler in den Straßen des Viertels. Madame Rosa nimmt dem hübschen Jungen das Versprechen ab, dass dieser sich niemals selbst prostituieren oder als Zuhälter arbeiten werde.
Später befreundet er sich mit Nadine, einer Filmeditorin, und lernt auch deren Familie kennen.
Nachdem sich Madame Rosas Gesundheitszustand zunehmend verschlechtert, muss sich Momo mehr um sie kümmern. Weil sie große Angst hat, ihre letzten Lebenstage in einem Krankenhaus verbringen zu müssen, verhindert Momo das, indem er sie in ihren Kellerrückzugsraum, offensichtlich ein jüdisches Versteck aus den Zeiten der Judenverfolgung 1942, bringt. In den letzten Stunden ihres Lebens hilft er ihr, auch wenn die quälenden Erinnerungen an das Konzentrationslager wiederkommen. Er bleibt bei der Toten, bis sie beide drei Wochen später entdeckt und geborgen werden. Er kommt zur Familie der Filmeditorin Nadine, deren Adresse bei Momo gefunden wurde. Dort erzählt er sein Leben.

## Kritik
„Ein engagiertes, wenn auch etwas sentimentales Plädoyer für die Verachteten unserer Gesellschaft, inszeniert von einem fähigen jungen Israeli und in der Titelrolle vorzüglich gespielt.“

„Der eindringliche und bewegende Film des in Frankreich lebenden israelischen Regisseurs Moshé Mizrahi ist ein Plädoyer für die Ausgestoßenen der Gesellschaft. Er überzeugt insbesondere durch die herausragende Darstellungskraft von Simone Signoret.“

## Auszeichnungen
Der Film gewann bei der Oscarverleihung 1978 den Oscar für den besten fremdsprachigen Film sowie den Los Angeles Film Critics Association Award (LAFCA Award) als bester fremdsprachiger Film. Daneben war der Film 1978 für den Golden Globe Award für den besten fremdsprachigen Film nominiert. Des Weiteren erhielt der Film einen Preis des National Board of Review für die besten ausländischen Filme.
Simone Signoret erhielt den César als beste Hauptdarstellerin sowie den David di Donatello als beste Hauptdarstellerin, wobei sie sich diesen Preis mit Jane Fonda für deren Darstellung der „Lillian Hellman“ in Julia (1977) teilte.
Außerdem war Bernard Evein für den César für das beste Szenenbild, Jean-Pierre Ruh für den César für den besten Ton nominiert.